# Salón del Automóvil de São Paulo
El Salón del Automóvil de São Paulo es un salón del automóvil que se celebra cada dos años en la ciudad de São Paulo, Brasil, con el objetivo de mostrar las novedades de la industria del automóvil. Se realizó de 1960 a 1969 en el Parque do Ibirapuera y a partir de 1970 tiene lugar en el Parque Anhembi. El evento se considera el más grande y más importante de América Latina en este segmento. En la edición de 2008 hubo alrededor de 600 mil visitantes.

## Historia
La historia del Salón del Automóvil prácticamente se confunde con la del comienzo de la Industria Automotriz en Brasil. El espíritu emprendedor de Caio de Alcântara Machado percibió enseguida - tan sólo cuatro años después de la puesta en práctica de dicha industria en el país - que el coche se había convertido en una realidad irreversible para el brasileño. Concebido en 1959, fue montado por primera vez en 1960 y duró 16 días. Él mismo tuvo organización de Alcântara Machado Feiras y Promociones y fue patrocinado por Anfavea - Asociación Nacional de Fabricantes de vehículos automotores. Su logro fue una manifestación de la primera fase de gran expansión de la industria del automóvil en Brasil y respondió a la necesidad de una efectiva promoción de los productos de un sector aun incipiente y con falta de confianza del país.
La primera edición en 1960, causó un gran impacto en términos de audiencia para esa época. Cada día más de 400 mil personas hacían colas interminables en el Pabellón de Industria y Comercio del Parque do Ibirapuera para ver las grandes estrellas del momento: Fusca, Dauphine Simca Chambord, Aero Willys, FNM 2000 JK, y el pionero y pequeño Romi-Isetta. En primer coche de pasajeros producido en Brasil, el Romi-Isetta tenía solamente una puerta de entrada.
Eran 12 fabricantes, y algunos temerarios brasileños arriesgándose a mostrar sus experimentos, que eran la alegría de los presentes. Esta euforia se mantiene hasta nuestros días. Sólo que ahora, en proporciones globales.

## Las ediciones
La segunda edición (noviembre/diciembre de 1961) pasó a incluir tractores y equipamiento agrícola. Sus atracciones fueron el primer deportivo de serie, el Willys Interlagos, el diseño del primer modelo totalmente brasileño, el Centaurus, el DKW Belcar, el utilitario DKW Candango y el VW 1200 adaptado para taxi.
El tercer Salón (noviembre/diciembre de 1962) celebró la marca de 97% de nacionalización de la fabricación de vehículos, registrando el lanzamiento del Aero Willys 2600, la camioneta Simca Jangada, el deportivo Karmann Ghia y DKW Fissore. La marca Toyota mostró su Jeep Bandeirante y Mercedes, su primer autobús de turismo.

## Los medios y el mercado externo
El 4.º salón (noviembre/diciembre de 1964) dio el lanzamiento del millonésimo vehículo fabricado en Brasil y el inicio de la fase de realización bienal de la feria. La industria comenzaba a mostrar mejoras mecánicas, como la caja de cambios de cuatro velocidades sincronizadas del Aero Willys 2600, la mezcla automática de aceite y gasolina en motores de dos tiempos del DKW-Vemag y la suspensión del autobús de la línea FNM. La Brasinca hacia su éxito con su GT-4200 Uirapuru y GM exhibió su nuevo concepto de utilitario, la camioneta Veraneio.
El 6.º salón (noviembre/diciembre de 1968) marcó el lanzamiento de nuevos productos en una gama de mercados que hasta entonces eran ignorados: el coche medio. Ford (que ya había absorbido a Willys) pone en marcha el Corcel, Wolkswagen el Sedan 1600 TL y General Motors su primer automóvil, el Opala. En los coches de lujo, el destaque fue el Ford Galaxie LTD con cambios automático. También, el estreno de Alfa Romeo (después de comprar FNM) con la línea FNM 2000 y Chrysler, que había adquirido la Simca, lanzando el Explanada GTX y Dodge anunciando el Dodge Dart. Entre los modelos especiales se destacan el Puma AC y el FEI X-1 (mixto de coche, barco y avión), diseñado en la Facultad de Ingeniería Industrial de São Bernardo do Campo.

## En el Anhembi

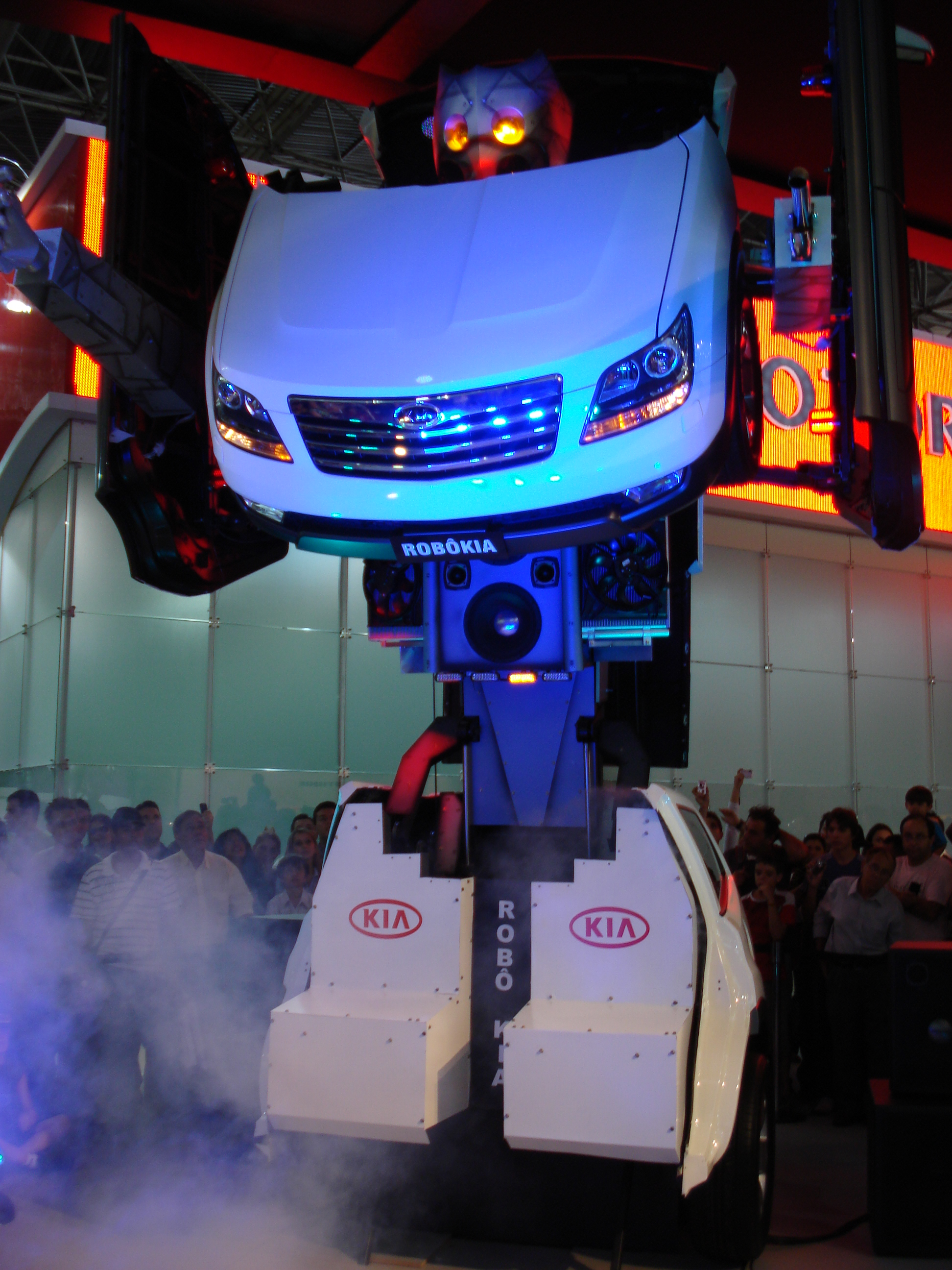
Robokia, realizado a partir del Kia Mohave.

El séptimo Salón del automóvil (noviembre/diciembre de 1970) inauguró el Parque Anhembi, el primer espacio construido en São Paulo especialmente para albergar exposiciones industriales. Entre los coches, se destacaron el Ford Landau, el Chevrolet Opala SS, el Dodge Charger y Charger RT, el VW Fusca, la Variant y el Karmann Ghia- CT. Entre los vehículos especiales, tuvieron éxito el Puma convertible con doble carburador (primer deportivo exportado, el Meta 20 de Chico Landi, el FEI X-3 (con motor Chrysler de 300 CV) y el primer coche eléctrico de Brasil (fabricado por Icovel), y numerosos modelos de buggies.
El 20.º aniversario de la industria del automóvil es conmemorado por el 10.º Salón (noviembre de 1976) con énfasis en dos aspectos importantes en el momento de la crisis del petróleo: la exportación y el transporte colectivo. El salón adquiere un copatrocinador, Sindipeças (el Sindicato Nacional de la Industria de Componentes para el Automóvil), adquiriendo el nombre del Salón del Automóvil y autopartes. La estrella fue Fiat Automotores, recién instalada en Betim-MG, lanzando su Fiat 147. Este coche dominó todo el salón, siendo utilizado para mostrar la participación de componentes nacionales en casi todos los stands en esta industria (neumáticos, pintura, llantas, alfombras, equipamientos, etc.). Otros fabricantes mostraron cambios sólo en los modelos de línea. Sólo Alfa Romeo presentó nuevos modelos para reemplazar a los de la antigua FNM: Alfa 2300 B y Alfa 2300 TI.
El 11.º Salón del automóvil y autopartes (noviembre de 1978), celebró la marca de dos millones de vehículos fabricados en Brasil, un récord de 980.000 visitantes y una presencia masiva de los fabricantes de partes de automóviles (17% de la superficie ocupada, 37 % de las empresas expositoras) - que le valió una reorganización del espacio de exposición.
En 1983, empeñados en apoyar el esfuerzo del gobierno de implementar el uso de alcohol automotriz y en empujar el comercio de vehículos, la Copersucar y Abrave (Asociación Brasileña de Revendedores de Vehículos Automotrices) patrocinaron una edición especial del salón (12.ª B), llamado el Salón del Automóvil de alcohol (noviembre de 1983) - con la característica única y específica de tener a los grandes fabricantes de automóviles reemplazados por sus distribuidoras autorizadas para vender directamente al público en la zona de exposición.

## Cronología
- 1960: El 25 de noviembre de 1960, Caio de Alcântara Machado realizó la primera muestra. Debido a esta osadía nació el Salón del Automóvil, responsable de algunos de los mejores momentos de la industria automotriz Brasileña.
- 1964: El salón fue realizado sobre el gobierno militar. Los grandes modelos de la edición fueron el prototipo deportivo Capeta y el Aero Willys - ambos de la Wyllis Overland - y el 4200GT de la Brasinca.
- 1970: Un pabellón de proporciones inimaginables era lo que tenía reservado Caio de Alcântara Machado para esa muestra: 62 mil m². Era la época del milagro económico y Chrysler, Volkswagen y Ford habían comprado la Simca, DKW, y Wyllis, respectivamente.
- 1976: Los 20 años de la industria automovilística mostraron la llegada de Fiat, con su 147, al país. El mercado comenzaba a ser dominado por las "cuatro grandes": Ford, General Motors, Volkswagen y la recién llegada Fiat.
- 1981: En 1980, se dio el inicio de una serie de salones con poco brillo, en función de la crisis que se instalaba en Brasil. El público precisó contentarse con unos pocos modelos fuera de serie, motocicletas, lanchas y veleros.
- 1986: El Plan Cruzado dictó las normas de esta edición. Por su cuenta, la industria automotriz nacional decidió no asistir. Una vez más ganó la creatividad de Caio de Alcántara Machado. Él se fue al extranjero y trajo 59 coches del Primer Mundo. Éxito, incluso en crisis. También se mostró, el primer coche en Brasil a no utilizar el carburador (los coches actuales no usan carburador).

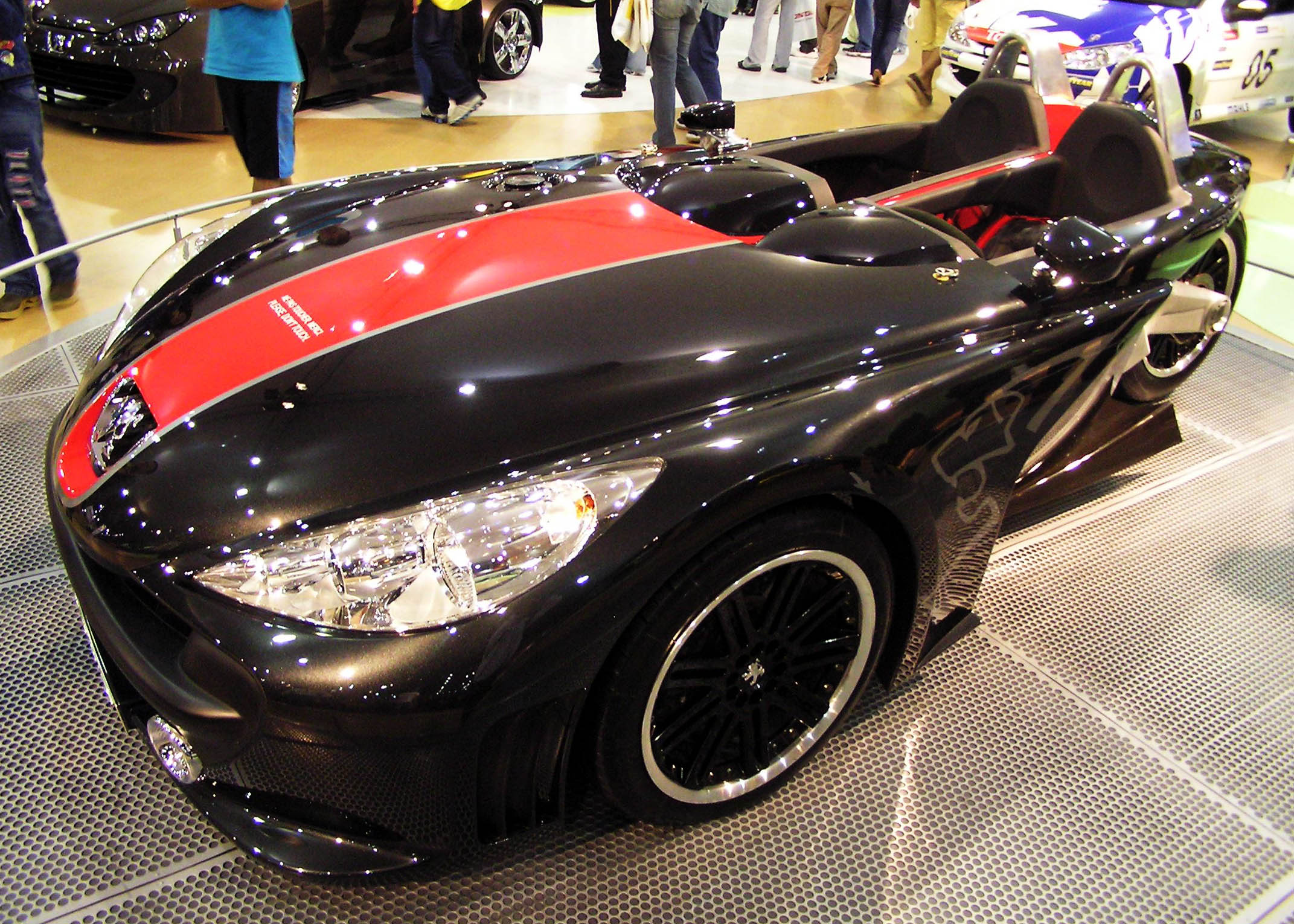
El Prototipo de automóvil Peugeot 20Cup expuesto en el Salón del Automóvil de 2006.

- 1992: A apertura de las importaciones dada en 1990 permitió que, finalmente, se pasara a convivir con o lo más moderno que había en el mundo. Audi, Jaguar, BMW, Mercedes y muchos otros modelos que llenaron los ojos del público presente.
- 1996: El destaque en ese año fue la llegada de las coreanas Kia y Asia, que juntándose a los otros expositores fue pionero en número de expositores.
- 2000: Cuarenta años de salón. La flota nacional de vehículos en circulación pasó de los 700 mil iniciales para 20 millones. La Peugeot mostró su 206, modelo que aún estaba siendo fabricado, Ford trajo el Focus, Volkswagen el Bora y Fiat presentó la nueva familia Palio. Kia mostró la camioneta Besta.
- 2004: La 23.ª edición mostró una industria consolidada. El público esta más informado y consciente y es clara la "invasión" de frecuentadores de toda América Latina. Con la estabilidad económica, ese fue uno de los momentos más significativos del automovilismo brasileño.
- 2006: Esta edición tuvo como principal atractivo los Prototipo de automóvil, como el elegante Fine-T. También se dio la polémica incautación de los 6 vehículos de la Lamborghini y se estrenan los primeros choches chinos de la marca Chana . El público también fue récord. Se estima que 600 mil personas pasaron por el Pabellón de Anhembi para apreciar las novedades del mundo automovilístico.
- 2008: El mayor salón de la historia. Un sinfín de visitantes, varios Prototipo de automóvil. Nunca un evento como este tuvo tanto prestigio en Brasil, siendo el 6.º más grande e importante en el mundo.
- 2010: (‘’’Del 28 de octubre al 7 de noviembre’’’).[1]